# Edmund Wilhelm Dähler
Edmund Wilhelm Dähler (Appenzell, 20 maart 1873 - Appenzell, 13 november 1947), was een Zwitsers politicus.
Edmund Wilhelm Dähler was de zoon van Landammann Johann Baptist Edmund Dähler (1847-1927). Hij volgde het gymnasium in Luzern en studeerde rechten in München, Freiburg im Breisgau, Berlijn en Heidelberg. Na zijn promotie vestigde hij zich als advocaat in Appenzell.
Edmund Wilhelm Dähler was van 1902 tot 1912 landsarchivaris en van 1910 tot 1944 districtscommandant, vanaf 1911 ook burgerbeambte. In 1903 werd hij voor de rooms-katholieke Zwitserse Conservatieve Volkspartij (voorloper van de huidige Christendemocratische Volkspartij) raadsheer voor het district Appenzell, in 1914 werd hij kantonsrechter van Appenzell Innerrhoden.
Edmund Wilhelm Dähler werd in 1923 als Landessäckelmeister (directeur financiën) lid van de Standeskommission (regering). Tussen 1926 en 1939 was hij afwisselend Pannerherr (dat wil zeggen plaatsvervangend regeringsleider) en Landammann (dat wil zeggen regeringsleider) van het kanton Appenzell Innerrhoden. 
Van 1926 tot 1935 was hij voor de SKVP lid van de Nationale Raad (tweede kamer Bondsvergadering).
Dähler, die ook voorzitter van de kantonsschuttersvereniging was, overleed op 74-jarige leeftijd, op 13 november 1947 in Appenzell.

## Landamman
- 26 april 1925 - 24 april 1927 — Pannerherr
- 24 april 1927 - 28 april 1929 — Landammann
- 28 april 1929 - 26 april 1939 — Pannerherr
- 26 april 1931 - 30 april 1933 — Landmann
- 30 april 1933 - 28 april 1935 — Pannerherr
- 28 april 1935 - 25 april 1937 — Landammann
- 25 april 1937 - 30 april 1939 — Pannerherr